# افین
اَفین روستایی در دهستان افین بخش زهان شهرستان زیرکوه استان خراسان جنوبی ایران است. بر پایه سرشماری عمومی نفوس و مسکن در سال ۱۳۹۰ جمعیت این روستا ۱۳۱۵ نفر (در ۴۱۸ خانوار) بوده است.

## آثار تاریخی
- مسجد جامع افین
- آسیاب آبی افین
- آب انبار افین
- قلعه‌ی افین
- چهار گنبد افین‌‌‌